# Bjarne Laustsen
Bjarne Laustsen (født 9. december 1953 i Skivum) er Folketingsmedlem for Socialdemokratiet, valgt i Nordjyllands Amtskreds, første gang i perioden 11. november 1992 - 20. september 1994 og igen fra 11. marts 1998.

## Baggrund
Bjarne Laustsen blev født i Skivum i 1953 som søn af Harry Laustsen og Anna Laustsen. Bjarne Laustsen kom til at gå i Skivum Skole fra 1960 til 1967 og var på Østhimmerlands Ungdomsskole i 1969.
Han blev udlært som maskinarbejder fra virksomheden Norden, FLS.
Laustsen var herefter ansat på Hydrema i Støvring fra 1976, valgt som tillidsmand fra 1978-92. 
Fra 1994 og frem til 1998 var han instruktør på Metalskolen Jørlunde.
Laustsen er bosiddende i Støvring.

## Politiske karriere
Lausten var medlem af bestyrelsen for Socialdemokratiet i Støvring fra 1982 og dets formand 1984-1986.
Han var formand for Socialdemokraterne i Metal Aalborg 1985-2001 og kredsformand i Aarskredsen 1986-1988.
Han var medlem af byrådet i Støvring Kommune 1986-1993.
Lausten var Socialdemokraternes folketingskandidat i Aarskredsen 1988-1991 og i Frederikshavnkredsen fra 1997.
Han kom ind i Folketinget den 11. november 1992 som efterfølger til afdøde Arne Jensen og sad der frem til 20. september 1994.
Den 11. marts 1998 kom han igen i Folketinget og har siddet der siden.
Han var formand for Folketingets Arbejdsmarkedsudvalg i perioden oktober 2000 - november 2001.

## Tillidshverv
Formand for Metal Ungdom i Aalborg. Skolenævnsmedlem på Karensmindeskolen 1978-85. Bestyrelsesmedlem hos Metal Aalborg fra 1985. Gæstelærer ved Skolekontakt i Aalborg 1987-92.
Bjarne Laustsen blev 22. oktober 2013 valgt som Kommitteret for Hjemmeværnet for en fireårig periode.